# Friedrichshagener Dichterkreis
Der Friedrichshagener Dichterkreis war eine lose Vereinigung von Schriftstellern des Naturalismus, die seit 1888/89 zunächst in den Häusern von Wilhelm Bölsche und Bruno Wille in Friedrichshagen am Müggelsee (heute im Berliner Bezirk Treptow-Köpenick) zusammenkamen.
Der geistige Beginn des Friedrichshagener Dichterkreises ist in den Besuchen des Freundeskreises um Bölsche und Wille bei Gerhart Hauptmann in Erkner zu finden, wo sie die Ruhe der märkischen Landschaft in der Nähe der Weltstadt Berlin suchten. Der Ruf der Vereinigung drang weit über Deutschland hinaus, so dass etliche Skandinavier sich dazugesellten.
Lebensreformerische Ziele bei bohèmehafter Lebensführung – so könnte man den Kreis von Literaten und Intellektuellen kurz charakterisieren, der sich um 1890 in Friedrichshagen ansiedelte. Die in diesem Kreis zirkulierenden Ideen befruchteten die Gründung der Obstbau-Genossenschaft Eden oder der Gartenstadt Schönblick. Ein anderer Ableger war die Neue Gemeinschaft am Schlachtensee.

## Wirkungen
In den Auseinandersetzungen um die naturalistischen Richtungen der Freien Volksbühne und der Neuen Freien Volksbühne Berlin waren etliche Dichter aus dem Kreis intensiv beteiligt, auch in den Entwicklungen anarchistischer, gemeinschaftlicher und genossenschaftlicher Projekte wie Arbeiter-Gartenstadt-Siedlungen auch im Sinne von Gustav Landauer.
In Berlin-Friedrichshagen erinnert seit 1998 das „Museum Friedrichshagener Dichterkreis“ mit wechselnden Ausstellungen an diesen Kreis. Betreut wird es vom Kulturhistorischen Verein Friedrichshagen e. V.
1962 gründeten Johannes Bobrowski und Manfred Bieler nicht ganz ernstgemeint den sogenannten Neuen Friedrichshagener Dichterkreis.

## Mitglieder und Personen aus dem Umfeld des Kreises
| - Lou Andreas-Salomé (1861–1937) - Max Baginski (1864–1943) - Wilhelm Bölsche (1861–1939) - Paul Brock (1900–1986) - Anna Costenoble (1863–1930) - Max Dauthendey (1867–1918) - Ida Dehmel (1870–1942) - Paula Dehmel (1862–1918) - Richard Dehmel (1863–1920) - Hermann Friedmann (1873–1957) - Curt Grottewitz (1866–1905) - Max Halbe (1865–1944) - Knut Hamsun (1859–1952) - Ola Hansson (1860–1925) - Adalbert von Hanstein (1861–1904) | - Maximilian Harden (1861–1927) - Julius Hart (1859–1930) - Heinrich Hart (1855–1906) - Otto Erich Hartleben (1864–1905) - Wilhelm Hegeler (1870–1943) - Peter Hille (1854–1904) - Hugo Höppener, genannt Fidus (1868–1948) - Felix Hollaender (1867–1931) - Dagny Juel (1867–1901) - Bernhard Kampffmeyer (1867–1942) - Paul Kampffmeyer (1864–1945) - Wolfgang Kirchbach (1857–1906) - Hermann Krieger (1866–1943) - Hedwig Lachmann (1865–1918) - Gustav Landauer (1870–1919) | - Else Lasker-Schüler (1859–1945) - Adalbert Luntowski (1883–1934) - John Henry Mackay (1864–1933) - Laura Marholm (1854–1928) - Christian Morgenstern (1871–1914) - Erich Mühsam (1878–1934) - Willy Pastor (1867–1933) - Wilhelm von Polenz (1861–1903) - Stanisław Przybyszewski (1868–1927) - Wilhelm Spohr (1868–1959) - Rudolf Steiner (1861–1925) - Bertha von Suttner (1843–1914) - kurze Zeit auch August Strindberg (1849–1912) - Frank Wedekind (1864–1918) - Bruno Wille (1860–1928) |